# Cary Brothers
Cary Brothers est un auteur-compositeur-interprète de rock indépendant américain.

## Discographie

### EP
- 2004 : All the Rage

1. "Blue Eyes"
2. "Something"
3. "Supposed To Be"
4. "Honestly"
5. "Canada"

- 2005 : Waiting for Your Letter

1. "Ride"
2. "Waiting For Your Letter"
3. "Loneliest Girl In The World"
4. "Wasted One"
5. "Forget About You"

### LP
- 2007 : Who You Are

1. "Jealousy"
2. "Ride"
3. "Who You Are"
4. "The Glass Parade"
5. "Honestly"
6. "The Last One"
7. "Loneliest Girl In The World"
8. "If You Were Here"
9. "Think Awhile"
10. "All The Rage"
11. "Precious Lie"
12. "Blue Eyes (Bonus Track)"

- 2010 : Under Control

1. "Ghost Town"
2. "Under Control"
3. "Break Off the Bough"
4. "After the Fall"
5. "Someday"
6. "Belong"
7. "Over & Out"
8. "Alien"
9. "Something About You"
10. "Can't Take My Eyes Off You"

### Contributions
- 2004 : "Blue Eyes" et "Ride" pour la bande son du film "Garden State" de Zach Braff
- 2005 : Interprétation de "True" de Spandau Ballet pour la bande son du film L'École fantastique.